# Lebertia tyrrelli
Lebertia tyrrelli är en kvalsterart som beskrevs av Koenike 1912. Lebertia tyrrelli ingår i släktet Lebertia och familjen Lebertiidae. Inga underarter finns listade i Catalogue of Life.